# Cecen-Úl járás
Cecen-Úl járás (mongol nyelven: Цэцэн-Уул сум) Mongólia Dzavhan tartományának egyik járása. Területe 2400 km². Népessége 2114 fő.
Székhelye Tegs (Тэгш), mely 180 km-re északnyugatra fekszik Uliasztaj tartományi székhelytől.